# Zelia vertebrata
Zelia vertebrata är en tvåvingeart som först beskrevs av Thomas Say 1829.  Zelia vertebrata ingår i släktet Zelia och familjen parasitflugor. Inga underarter finns listade i Catalogue of Life.